# Didier Marteau
 (février 2024).
Si vous disposez d'ouvrages ou d'articles de référence ou si vous connaissez des sites web de qualité traitant du thème abordé ici, merci de compléter l'article en donnant les références utiles à sa vérifiabilité et en les liant à la section « Notes et références ».
Didier Marteau est un économiste français. Il est professeur à l’ESCP.

## Biographie
Didier Marteau est diplômé de Sciences-Po Paris, docteur 3e cycle en économie et docteur d'État en finance de l'université Paris-Dauphine. Il est professeur à l’ESCP et enseigne parallèlement dans des programmes de troisième cycle, à l’université Paris I Panthéon-Sorbonne et à l'université Paris-Dauphine.
Il a travaillé 10 ans dans le département Marchés de capitaux de la Banque Indosuez et 7 ans chez Arthur Andersen puis Ernst & Young chargé des activités de recherche de la Division Finance, il est actuellement Directeur du développement de l’unité Risques financiers, matières premières et climatiques d'Aon France.
Il a également été chargé par Christine Lagarde, ministre de l’Économie, de l’Industrie et de l’Emploi de rédiger un rapport intitulé « Normes comptables et crise financière » portant sur la mise en place d’un nouveau système de valorisation (avril 2010, Documentation française). 
Il a participé au groupe de travail chargé de la réforme de l'enseignement de l'économie au lycée en classe de seconde, première et terminale, conduite par Luc Chatel (2010-2011).
Il est membre du comité directeur de PRMIA (Professionnal Risk Management International Association) et membre de la Société d’Économie politique.
En septembre 2010, Didier Marteau est nommé membre du Conseil scientifique de l'Autorité de contrôle prudentiel et de résolution (ACPR), organisme de régulation des banques et compagnies d'assurances.

## Publications
Didier Marteau est l’auteur de nombreux articles et ouvrages sur les produits dérivés et la gestion des risques.

### Ouvrages
.
- Didier Marteau, Les options, Editions La Découverte, 2024
- Didier Marteau, Les marchés de capitaux, Armand Colin, 2020, 3è édition, 224 p..
- Didier Marteau et Morand P., Normes comptables et crise financière : Propositions pour une réforme du système de régulation comptable, Rapports officiels, Documentation française, Paris, 2010, 126 p.
- Didier Marteau, Monnaie, banque et marchés financiers, Paris, Economica, coll. « Finance », 2008, 287 p..
- Didier Marteau, Carle J., Fourneaux S. et alii, La Gestion du risque climatique, Gestion, Politique générale, finance et marketing, Météo France, Paris, Éditions Économica, 2004, 211 p..
- Didier Marteau et Dehache D., Les Produits dérivés de crédit, Economie contemporaine, Paris, Éditions Eska, 2000, 85 p..
- Didier Marteau, Simon Y. et Thiry B., Encyclopédie des marchés financiers, t. 2, Economica, 1997, 1080 p..
- Didier Marteau, Gestion des risques sur opérations de marché, Economie contemporaine, Paris, Éditions Eska, 1997, 214 p..
- Didier Marteau, Gourlaouen J.-P., Oudet B., Pion D. et Roth C., Comment lire les pages boursières: Guide de lecture des tableaux de cotation, Economie contemporaine, Eska, 1992, 96 p..
- Didier Marteau, Clasing H. K. et Lombard O., Currency options : hedging and trading strategies, Chicago, Irwin Press, 1992, 270 p..
- Didier Marteau, GAUGAIN M., Spieser P. et alii, Le guide Eska des marchés de capitaux : Comprendre et utiliser l'information financière, Economie contemporaine, Paris, Éditions Eska, 1989, 314 p..
- Didier Marteau et Rosenfeld F., Analyse et gestion des valeurs mobilières, Paris, Dunod, 1987.
- Didier Marteau, Lubochinsky C., Becker M., Boissieu C. de, Bontin J. de et Chevalier A., Les Marchés à terme d'instruments financiers MATIF de Paris, Eska, 1987, 262 p..
- Didier Marteau, Lombard O. et Bondin J. de, Les Options de change, Paris, Éditions Eska, 1986, 202 p..

### Participation à des ouvrages
- Ruttiens A. (préf. Didier Marteau), Futures, swaps, options : les produits financiers dérivés, Guide pratique, Edipro, 2009, 2 p..
- Klein I. et LamarqueE E. (préf. Didier Marteau), Salle des marchés : gestion du risque de change, organisation, produits et stratégies, Vuibert, 2008, 3 p..
- Didier Marteau et Barruffaldi A., I modelli quantitativi di gestione del rischio per un'azienda non finanziaria, Éditions CEDAM-pages=157-176, 2000.
- Didier Marteau et Simon Y., Encyclopédie des marches financiers : Options de change : stratégies de couverture et gestion d'un livre d'options, t. 2, Éditions Economica, 1997, 2140 p..

### Articles publiés
- Didier Marteau, « Le Climat, variable oubliée des modèles économiques ? », Societal,‎ 2005, p. 29-35.
- Didier Marteau, « Les dérivés climatiques », Banques et marchés,‎ 2005, p. 51-55.
- Didier Marteau, Fourneau S. et Carle J., « Coter le climat sur les marchés à terme », Banque stratégie, no 198,‎ 2002, p. 15-16.
- Didier Marteau, « Les enjeux du développement du marché des dérivés de crédit », Banque stratégie, no 186,‎ 2001, p. 2-4.
- Didier Marteau, « La mesure des risques financiers », Risques, no 44,‎ 2000, p. 53-59.
- Didier Marteau, « Gestion du risque de crédit et nouvelles méthodes de mesure », Finance et gestion,‎ 1999, p. 17-19.
- Didier Marteau, « Le point sur... la volatilité », Banque et marché,‎ 1999.
- Didier Marteau, « La Value at Risk est-elle un indicateur pertinent de mesure des risques ? », Banque,‎ 1997, p. 64-67.
- Didier Marteau, « La structure par terme des volatilités implicites », Journal de la société de statistiques de Paris,‎ 1992.
- Didier Marteau et Delort-Laval M.-H., « Méthodes d'évaluation du risque de contrepartie », Banque,‎ 1992, p. 3-7.
- Didier Marteau, « À propos de quelques idées reçues sur le MATIF », Revue française de gestion, no 59,‎ 1986, p. 56-61.
- Didier Marteau, « Les Monsieur Jourdain du risque de taux », Revue française de gestion, no 59,‎ 1986, p. 40-40.
- Didier Marteau et De la Baume C., « Nouveaux instruments financiers : Bibliographie, revue de livres », Revue française de gestion, no 59,‎ 1986, p. 92.

### Sujets de thèse
- Didier Marteau, Modélisation du niveau et des structures de volatilité implicite (thèse de doctorat d'État en sciences de gestion), université de Paris 9-Dauphine, 1990.
- Didier Marteau, Le marché monétaire et la gestion de trésorerie des banques (thèse de doctorat d'État en sciences de gestion), université de Paris 9-Dauphine, 1980.

## Distinctions
- Chevalier de l’Ordre national du Mérite[4]